# Baghran (dystrykt)

Baghran jest wysuniętym najbardziej na północ dystryktem prowincji.

Baghran – dystrykt (powiat) leżący w północnej części afgańskiej prowincji Helmand. Zamieszkiwany jest przez 90% Pasztunów, i 10% Hazarów. W 2002 populacja powiatu liczyła 82018 ludzi. W dystrykcie znajduje się ok. 450 wiosek, a centrum powiatu stanowi miasto Baghran.
Dolina Baghran jest tradycyjnym terenem plemiennym dla afgańskich Pasztunów. Podczas radzieckiej okupacji dochodziło tam do licznych potyczek. Talibscy liderzy z Baghran zjednali się z rządem w Kabulu w czasie interwencji sił NATO, akceptując program Takm-e-sol (pojednanie i przebaczanie). Baghran jest centrum produkcji maku lekarskiego oraz pszenicy.